# Enzo Ceragioli
Enzo Ceragioli (Seravezza, 1º ottobre 1908 – Milano, 10 giugno 1999) è stato un direttore d'orchestra, compositore, pianista e arrangiatore italiano.

## Biografia
Avviato giovanissimo alla musica dal padre Luigi, maestro di banda, all'inizio degli anni trenta era attivo con piccole orchestre nelle sale da ballo e nei "Café-concert" della Versilia oltre che nei cinematografi, dove eseguiva commenti musicali ai film muti dell'epoca.
Nel 1935 fu scoperto da Gorni Kramer che lo ingaggiò nella sua orchestra: da quell'incontro, all'origine della svolta verso il jazz del musicista, ebbe inizio una proficua collaborazione musicale che si consolidò anche nell'esperienza dell'emittente filotedesca Radio Tevere.

Il Maestro Enzo Ceragioli nel 1957

A Milano, dove Ceragioli si trasferì dopo l'incontro con Kramer, gli fu affidato anche l'incarico di direttore artistico della casa discografica Carisch, che curava anche la distribuzione della Odeon e in seguito della Parlophon; manterrà questo incarico per venticinque anni.
Dalla fine degli anni trenta entrò come pianista nel gruppo di Pippo Starnazza, il Quintetto del Delirio.
Lo stesso Pippo Starnazza portò poi al successo il suo brano " Baldo Baldo (Arcibaldo)". 
Negli anni '40 capeggiò i "Maestri del Ritmo", i migliori solisti del jazz italiano, con cui si esibiva nell'elegante caffè Campari di Milano, in Galleria, con la superorchestra Campari da lui diretta.
Al Campari, durante una serata, conosce la cantante Vera Valli che diverrà sua moglie e con la quale inciderà numerosi dischi, per la casa discografica Odeon (dischi nei quali appariva anche con lo pseudonimo di Fernando Mendeiras  nelle incisioni di genere latinoamericano quali El Negro Zumbon, Cumanà, La Malaguena, Abrazame asì, Siviglia mia, La mucura) e per la Juke Box, negli anni Cinquanta e Sessanta.
Figura di spicco del jazz in Italia, considerato il Duke Ellington italiano, incise per la ODEON i dischi della serie "jazzisti italiani" e della serie "Ceragioli pianista jazz" e "Ceragioli celebre pianista jazz".
Affiancò all'intensa attività dal vivo anche l'impegno in sala d'incisione insieme alla sua orchestra: fu anche autore della rivista di Totò A prescindere e incise molti dischi di molte canzoni di successo, pubblicate dalle edizioni musicali Emi Di Lazzaro.
Scopre e lancia diversi cantanti come Corrado Lojacono, Luciano Tajoli e Nuccia Bongiovanni.

Enzo Ceragioli dirige l'orchestra RAI di Torino (1961)

Curò inoltre l'orchestrazione e l'arrangiamento per l'incisione discografica di numerose canzoni presentate alla Festa di Piedigrotta e al Festival Napoletano.
Nel 1959 assunse la direzione dell'Orchestra di ritmi e canzoni della Rai di Roma con la quale propose un vasto repertorio di musica leggera e da ballo; nel 1961 diresse l'orchestra melodica di Torino della sala RAI per il festival Canzoni per l'Europa di Saint-Vincent.
Nel 1961 fu tra i direttori musicali sulle reti Rai, con il varietà in 24 puntate "Quattro passi tra le note". 
Tra la fine del 1961 e la metà del 1962 fu il primo musicista a curare gli arrangiamenti nel Clan di Adriano Celentano, per il quale diresse l'orchestra nel primo 45 giri della sua etichetta discografica, inciso da Ricky Gianco. Ceragioli fu poi subito rimpiazzato da Mariano Detto, conosciuto da Adriano durante il servizio militare e promosso al ruolo di arrangiatore ufficiale del Clan.
Nel 1969 la RAI gli commissionò la "Seconda suite per orchestra" (scrisse la "Prima suite" nel 1925), composizione poi eseguita dall'Orchestra ritmosinfonica della Radio Tedesca da lui stesso condotta, a Monaco di Baviera, con cui rappresentò l'Italia.
Arrangiatore di primissimo piano per la radiotelevisione italiana, in particolare per le svariate edizioni del Festival di Sanremo

, contribuì a numerose trasmissioni radiofoniche Rai fra cui si ricordano Storia della canzone italiana (con Claudio Villa, Ornella Vanoni e altri noti cantanti), Rosso e nero, La vedetta della settimana, la serie, Sorella radio, Il microfono è vostro, Cantagiro e Un disco per l'estate, Bonsoir Catherine con Caterina Valente, Quattro passi fra le note.
Accompagnò con la sua orchestra centinaia di cantanti per tutti gli anni '40-'50-'60, collaborando con i nomi più noti del panorama musicale: fra questi, Gorni Kramer, Cosimo Di Ceglie, Wanda Osiris, Emilio Renzi, Carlastella, Emilio Pericoli, il Trio Passatore, il Trio Lescano, Luciano Tajoli, Rodolfo De Angelis, Lydia Martorana, Meme Bianchi, Vera Valli, Caterina Valente, Josephine Baker, Umberto Bindi, il tenore Giuseppe Di Stefano, Renato Rascel, Adriano Celentano, Ricky Gianco, Luigi Tenco, Joe Sentieri (nei cui dischi per la Juke Box a volte appariva con lo pseudonimo di Big Mitchell), Jenny Luna(spesso con lo pseudonimo di Big Mitchell), Maurizio Arena e molti altri ancora. Per l'etichetta discografica Juke Box infatti incise numerosi dischi dirigendo l'orchestra, oltre che con il proprio nome, anche sotto lo pseudonimo di Big Mitchell con i seguenti cantanti: Maurizio Arena, Mino Di Martino, Rosella Guj, Renato Sambo, Joe Sentieri, Jenny Luna.
Nei dischi più recenti apparve anche, come direttore d'orchestra, sotto lo pseudonimo di Johnny Steel.
Come autore di canzoni, apparve in alcuni brani (Sono smemorato, Sono fatto così, Il blues del cassiere, Passeggiando con swing, ecc.) con lo pseudonimo di Di Roll.
Fra i suoi brani più noti, il foxtrot Che musetto!, portata al successo da Corrado Lojacono  e da Elio Lotti, oltre che da Vittorio Paltrinieri, Natalino Otto ed Enrico Gentile; lo swing Niente baci!, cantato da Corrado Lojacono; Accanto al Pianoforte, portata al successo dal Trio Lescano e da Carlastella; Malinconica Tarantella, presentata al Festival di Sanremo del 1952 da Gino Latilla e cantata poi da Claudio Villa, Luciano Tajoli, Nuccia Bongiovanni, Corrado Lojacono, Gianni Ravera; Baldo Baldo Arcibaldo con Pippo Starnazza; lo swing Disperazione mia, cantato da Natalino Otto, Corrado Lojacono, Enrico Gentile; Ti ho scritto tante tante volte,portata al successo da Carlastella, Vittorio Paltrinieri, Franco e i G.5; il foxtrot Che fenomeno!, cantata da Ernesto Bonino; il blues Nostalgia del mio paese; Io con te...Tu con me, interpretato dal Trio vocale Passatore; Ero un uomo tranquillo (dal 1º festival della canzone di Viareggio), interpretato da Corrado Lojacono, Joe Sentieri, Riccardo Rauchi, Franco Franchi (cantante), Rosella Guj (Vera Valli), Sergio Endrigo.
Nel 1967 fu l'autore della canzone ufficiale del Carnevale di Viareggio Così bella, interpretata da Joe Sentieri.
La sua versatilità si è espressa nei più diversi generi musicali, dal jazz allo swing, alla musica leggera, sinfonica, operetta e musica sacra.
Così scrive Fabrizio Stramacci nel "Dizionario della Canzone italiana": "Professionista esemplare, Ceragioli ha vissuto molte stagioni della musica italiana, passando dal melodico al ritmico con uno stile e un'eleganza impeccabile. Compositore originale, è stato uno dei direttori d'orchestra più brillanti e innovatori del dopoguerra".

## Programmi radio

### EIAR
- Maestro per favore, viaggio sentimentale presentato da Nunzio Filogamo, orchestra di Enzo Ceragioli i martedì 1941 secondo programma ore 10.

### RAI
- Rosso e nero, panorama di varietà, presentato da Mario Carotenuto con Tino Scotti, Marina Bonfigli, Franca Valeri, Olinto Cristina, Claudio Villa, Renato Rascel, il Quartetto Stars con le orchestre di Ernesto Nicelli e Enzo Ceragioli regia di Riccardo Mantoni, i giovedì nella rete rossa alle 20,58 1951 1952
- Quattro passi tra le note,varietà musicale, 1961-62, rete nazionale
- Operetta "Eva"(Lehar),TV ,3 settembre 1962.Direzione musicale Enzo Ceragioli.
- Bonsoir Catherine, 1961, seconda rete TV; conduce Caterina Valente con regia di Vito Molinari.
- No, No, Nanette,1974,TV, regia di Vito Molinari,con Elisabetta Viviani,  Claudio Lippi, Gianrico Tedeschi. Direzione musicale Enzo Ceragioli.
- Bacchetta magica, secondo programma Radio